# Rivière de Mantet
Pour les articles homonymes, voir Mantet.

La rivière de Mantet (en catalan : « ribera de Mentet ») est une rivière française des Pyrénées-Orientales (région Occitanie), et un affluent de la Têt, fleuve côtier.

## Géographie
La rivière de Mantet est un cours d'eau du Conflent (Pyrénées-Orientales), qui prend sa source en amont du village de Mantet, vers 2 330 mètres d’altitude, au lieu-dit « Pla de Campmagre », à une distance d’environ 400 mètres du col appelé « la portella del Callau » (en français : le col du Callau) au nord-est de celui-ci. Elle termine sa course en aval du village de Nyer en confluant avec la Têt, fleuve côtier qui se dirige ensuite vers Villefranche-de-Conflent, Prades puis Perpignan.
Avant sa confluence avec l'Alemany, située juste en contrebas du village isolé de Mantet, ce cours d'eau s'appelle successivement, en partant de sa source :
- le ruisseau du Callau (en catalan : « ribera del Callau ») ;
- la rivière du Ressec (en catalan : « ribera del Ressec »).

De 18,48 km de longueur, la rivière de Mantet s’écoule essentiellement selon un axe sud-sud-est – nord-nord-ouest.

### Communes et entités administratives traversées
La rivière de Mantet ne coule que dans le département des Pyrénées-Orientales, en traversant deux communes seulement et en en longeant une troisième,, dans le sens amont vers aval :
- Mantet (source) ;
- Nyer ;
- à la confluence sur quelques dizaines de mètres, Souanyas ; en effet les cinquante derniers mètres du cours d'eau correspondent à la limite territoriale entre les deux dernières communes citées[6].

En termes d'entités administratives, la rivière de Mantet prend sa source et conflue dans le même canton d'Olette, lui-même dans l'arrondissement de Prades.

### Bassin versant
La rivière de Mantet traverse deux zones hydrographiques (superficie inconnue) :
- La Têt du ravin de Torrens inclus à la rivière de Mentet (Y041) ;
- La Têt de la rivière de Mentet incluse à la rivière de Rotjà (Y042).

## Principaux affluents
La rivière de Mantet a trois tronçons affluents référencés, d’amont en aval :
- le rec de Campmagre (rive droite : 2 km) ;
- la ribera dels Forquets (rive gauche : 4 km) ;
- le còrrec dels Clots (rd : 3 km) dont :
  - le còrrec dels Orriets (1 km) ;
- la ribera de l'Alemany (rg : 6 km) dont :
  - le rec dels Bacivers (3 km) ;
- la ribera de Queret (rg : 4 km) ;
- le còrrec de l'Orri (rg : 4 km) dont :
  - le còrrec dels Cortalets (2 km),
  - le còrrec de Moreries (1 km) ;
- le còrrec dels Colits (rd : 2 km).

Le nombre de Strahler de la rivière de Mantet est ainsi de trois.

## Hydrologie
Rivière des Pyrénées, son régime printanier dépend de l'enneigement et de la fonte des neiges.

### Histoire
Lors de l'aiguat de 1940, une forte crue de la rivière de Mantet a occasionné de nombreux dégâts.

## Sites culturels ou touristiques
Les sites culturels ou touristiques associés à la rivière de Mantet sont, d’aval en amont :
- l'ancien monastère Saint-André d'Eixalada disparu depuis l'an 879, qui se trouvait sur la rive droite de la Têt en fin de défilé des Graus, environ 1,5 km en amont du confluent avec la rivière de Mantet ;
- les anciennes thermes de Thuès-les-Bains (remplacées au XXIe siècle par une maison d'accueil spécialisée) et les sources chaudes avoisinantes ;
- les gorges de Nyer dans la réserve naturelle de Nyer ;
- le village isolé de Mantet, non accessible par la route pour les derniers mètres ;
- la réserve naturelle de Mantet, et à proximité la réserve naturelle de Py, ainsi que la forêt domaniale de Tres Estelles ;
- la portella del Callau, col au-dessus de la source, avec vue (vers l'est) sur le massif du Canigou.